# Skalprogram

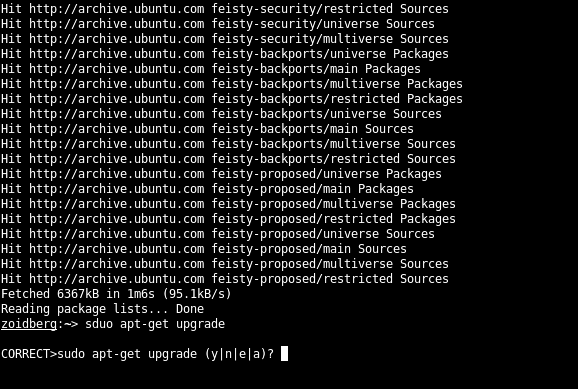
Skalprogrammet tcsh för unixliknande operativsystem föreslår rättning av felstavat kommando vid uppdatering av operativsystemet.

Ett skalprogram är en typ av datorprogram som kompletterar datorns operativsystem, bland annat genom att åstadkomma en användarvänlig miljö där användaren kan starta tillämpningsprogram och hantera filer. Skalprogram kan vara grafiska eller textbaserade.

## Unix
Termen ”shell”, på svenska skalprogram, används i synnerhet om Unix' kommandotolkar. En tidig kommandotolk var sh, som i en mer utvecklad variant fortfarande är standarden för tolkning av skript till exempel vid uppstart av systemet. Ett flertal andra skalprogram såsom csh, ksh, zsh och tcsh utvecklades, liksom varianter på dessa. GNU-projektets skalprogram bash är det som vanligen används på GNU/Linux, medan BSD operativsystem såsom FreeBSD vanligen använder tcsh.

## Microsoft
De första versionerna av Microsoft Windows var skalprogram baserade på MS-DOS. Ett annat vanligt skalprogram var Norton Commander. Från och med Windows 95 har Windows integrerats tillsammans med MS-DOS.